# Here comes the sun (Chris Kabel)
Here comes the sun is een artistiek kunstwerk in Amsterdam-Oost.
Het uit 2018 stammende werk van Chris Kabel (Bloemendaal, 1975) bestaat uit 4500 transparante glazen lenzen en filters die geplakt lijken tegen de gevels van de nieuwbouw van het Metis Montessori Lyceum aan de Mauritskade 58. Dat gebouw, ontworpen door architectenbureau Atelier PRO, heeft weliswaar een adres aan de kade, maar is terug te vinden aan de noordelijke rand van Oosterpark. De achtergrond bestaat uit beweegbare zwartkleurige gevelpanelen die hier en daar geperforeerd zijn. Het in de lokalen binnenvallende licht is constant in beweging en verkleurt. Het lenzenpatroon geeft de golven en deeltjes binnen het licht weer. 